# Ольшанка (Белгородская область)
Ольша́нка — село в Чернянском районе Белгородской области России, административный центр Ольшанского сельского поселения.

## География
Высота над уровнем моря — 216 м.

## История
В 1631 году село подверглось татарскому набегу, однако татары встретили отпор со стороны ратных людей и вынужден был уйти в степь.
В начале XVIII века Ольшанка становится центром винокурения. С 1850-х в селе, наряду с соседними Волоконовкой и Орликом, возникает кирпичное производство,кожевенный и бондарный промыслы. 
В начале XX века Новооскольское земство начинает строить в селе Ольшанка большую четырехэтажную сапожную мастерскую, а в 1912 году электростанцию.

## Население
| 1877 | 1897  | 2002 | 2010 |
| ---- | ----- | ---- | ---- |
| 4005 | ↘3522 | ↘305 | ↗788 |

## Карты
- Карта 1786 года Архивная копия от 11 января 2014 на Wayback Machine